# Erich Walther (General)
Friedrich Erich Walther (* 5. August 1903 in Gorden; † 26. Dezember 1948 im Speziallager Nr. 2 Buchenwald) war ein deutscher Offizier, zuletzt Generalmajor der Luftwaffe im Zweiten Weltkrieg.

## Leben
Walther trat nach seinem Abitur am 1. April 1924 als Polizeianwärter der Schutzpolizei von Berlin bei, wo er bis Mitte Mai 1928 seine Ausbildung abschloss. Anschließend arbeitete er vom 16. Juni 1928 bis zum 24. Februar 1933 in der Polizeiverwaltung in Oppeln, später wieder in Berlin. Am 25. Februar 1933 kam er als Zugführer z. b. V. zur Polizeiabteilung Wecke und wurde am 21. März 1933 zum Polizei-Oberleutnant befördert.
Zum 1. Oktober 1935 trat Walther mit dem Dienstgrad als Hauptmann zur Luftwaffe über und fungierte dort bis zum 30. September 1937 als Kompaniechef im 1. Jägerbataillon des Luftwaffen-Regiments „General Göring“. Im Anschluss war er in selbiger Position bis Ende März 1938 im IV. Fallschirmschützen-Bataillon des Regiments tätig und führte dann für ein Jahr das I. Bataillon. Von April über den Beginn des Zweiten Weltkriegs war Walther bei der Inspektion der Fallschirmtruppe im Reichsluftfahrtministerium eingesetzt. Am 10. November kehrte er als Kommandeur des I. Bataillons zum Fallschirmjäger-Regiment 1 zurück, wurde am 19. Juni 1940 zum Major sowie am 1. Januar 1942 zum Oberstleutnant befördert. Walther führte das Bataillon bis zum 22. April 1942 an der Ostfront. Anschließend kurzzeitig in die Führerreserve des OKL versetzt, wurde Walther am 17. September 1942 mit der Führung des Fallschirmjäger-Regiments 4 beauftragt, zu dessen Kommandeur er am 1. April 1943 ernannt wurde. Vom 24. September 1944 bis zum 29. Januar 1945 wurde Walther zunächst mit der Führung der Fallschirm-Panzergrenadier-Division 2. „Hermann Göring“ beauftragt. Mit seiner Beförderung zum Generalmajor folgte am 30. Januar seine Ernennung zum Kommandeur. Dieses Kommando behielt er bis zur bedingungslosen Kapitulation der Wehrmacht am 8. Mai 1945.
Am 5. November 1945 wurde Walther vom NKWD verhaftet und eine Woche später wegen Teilnahme am Krieg gegen die Sowjetunion zu 25 Jahren Haft verurteilt. Über verschiedene sowjetische Lager geriet er in das Speziallager Nr. 2 Buchenwald, wo er am 26. Dezember 1948 an Hunger und Lungentuberkulose verstarb.
Am 23. Januar 1996 wurde Walther von der Generalstaatsanwaltschaft der Russischen Föderation rehabilitiert.

## Auszeichnungen
- Eisernes Kreuz (1939) II. und I. Klasse am 18. April bzw. 26. April 1940
- Narvikschild 1940
- Ärmelband Kreta
- Ritterkreuz des Eisernen Kreuzes mit Eichenlaub und Schwertern[3]
  - Ritterkreuz am 24. Mai 1940
  - Eichenlaub am 2. März 1944 (411. Verleihung)
  - Schwerter am 1. Februar 1945 (131. Verleihung)
- Deutsches Kreuz in Gold am 31. März 1942[3]